# 다니구치 히로토
다니구치 히로토(일본어: 谷口 栄斗, 1999년 9월 30일~)는 일본의 축구 선수이다.

## 구단 경력
그는 2022년 J2리그의 도쿄 베르디에 입단했다. 2023년 J2리그 3위를 기록하여 J1리그로 승격했다.